# Hitzacker (Elbe)
Hitzacker (Elbe) (polabisch Ljauci) ist eine Stadt im nördlichen Teil des Landkreises Lüchow-Dannenberg in Niedersachsen. Sie ist Teil der Samtgemeinde Elbtalaue und liegt im Wendland.

## Lage
Hitzacker liegt an der Einmündung der Jeetzel in die Elbe. Während die Elbhöhen (auch: Klötzie), an deren südöstlichem Fuß sich Hitzacker befindet, naturräumlich bereits zur Lüneburger Heide gehören (vergleiche hierzu: Drawehn), zählen die Niederungsgebiete der Altstadt zur Elbtalaue.
Die Höhenlage reicht von 11 m ü. NN an der Jeetzelmündung bis zu 83 m ü. NN in der Klötzie nordwestlich der Kernstadt. Der weiter elbabwärts gelegene Kniepenberg bei Drethem misst 86 m ü. NN und bietet einen Panoramablick über die Elbtalniederung.

## Stadtgliederung
Die Stadt Hitzacker besteht seit der Gemeindegebietsreform von 1972 aus den nachfolgend aufgelisteten zwölf Ortsteilen. Zusätzlich existieren weitere Wohnplätze.
Ortsteile
- Bahrendorf
- Grabau
- Harlingen
- Hitzacker
- Kähmen

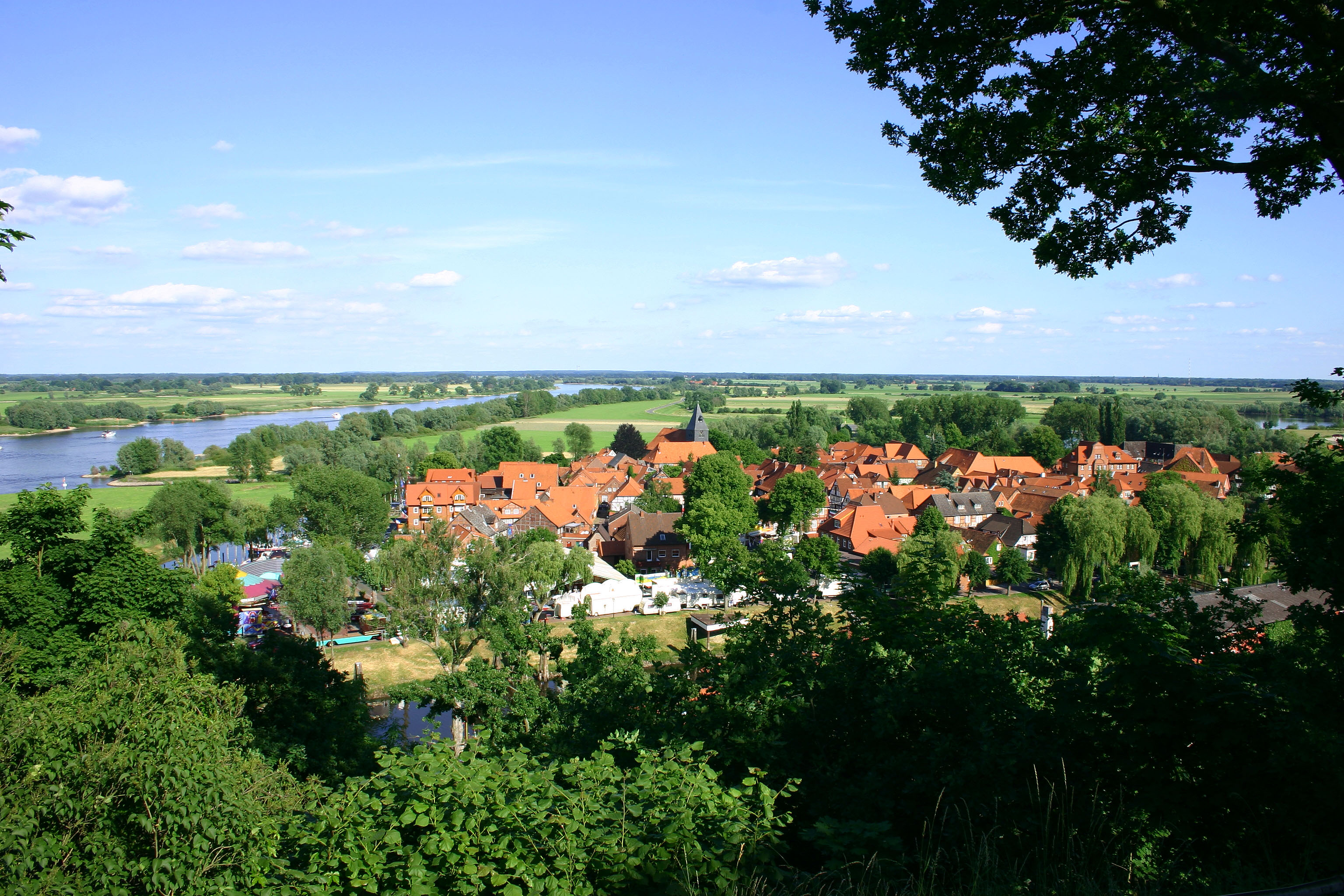
Hitzackers Altstadt

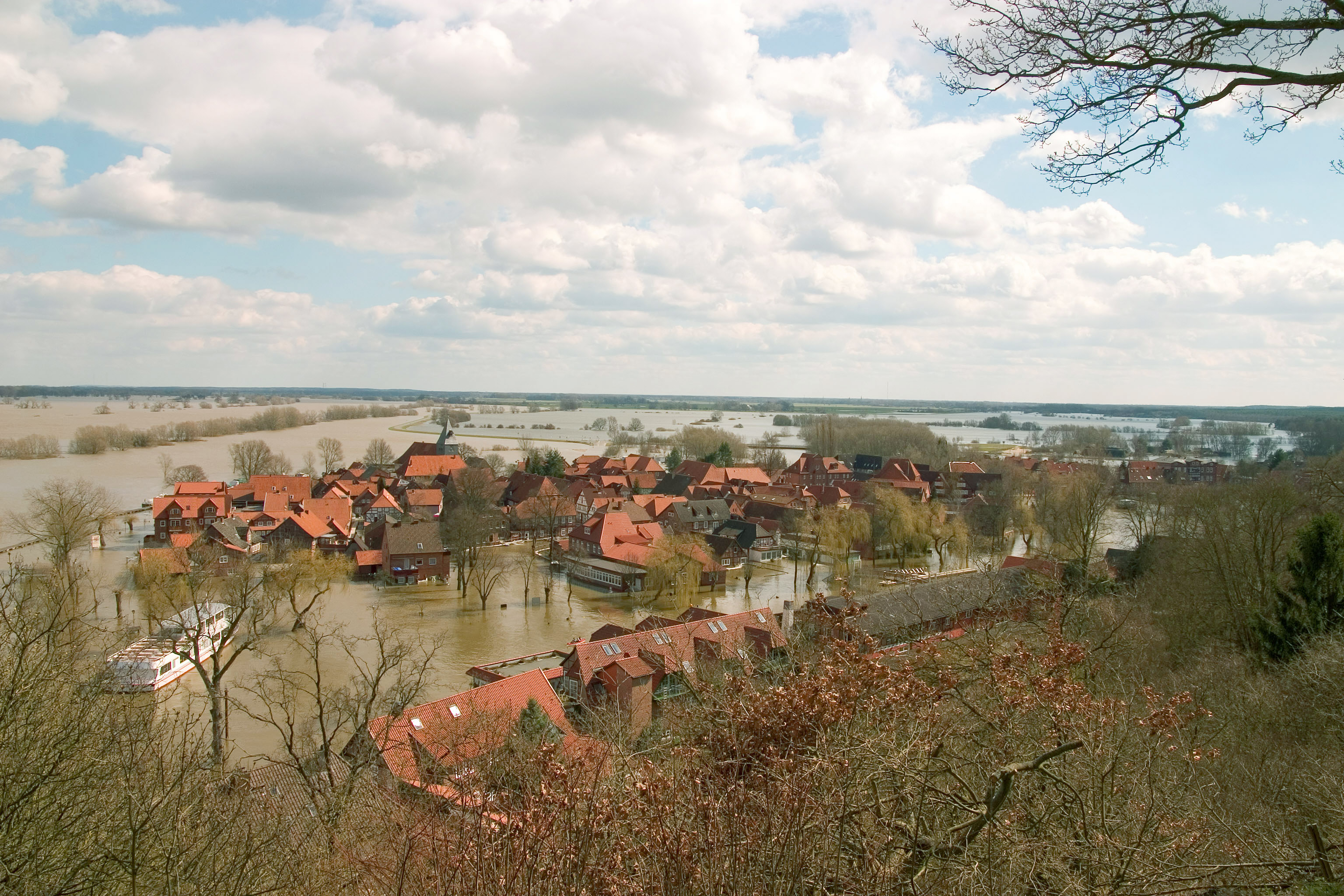
Elbhochwasser 2006

- Nienwedel, bis 16. März 1936 Niendorf[2]
- Pussade
- Seerau
- Tießau
- Tiesmesland
- Wietzetze
- Wussegel

Wohnplätze
- Dötzingen, Gut
- Hagen, Gut
- Leitstade
- Marwedel
- Meudelfitz, Gut
- Meudelfitz, Siedlung
- Posade, Forsthaus
- Sarchem
- Schmessau
- Schmardau

Vor 1972 gehörten Pussade und Forsthaus Posade zur Gemeinde Harlingen; Gut Dötzingen, Gut Hagen, Marwedel, Gut Meudelfitz, Siedlung Meudelfitz und Sarchem zur Stadt Hitzacker sowie Leitstade zu Wietzetze. Die Güter Dötzingen und Hagen sowie Marwedel sind inzwischen in die Ortslage Hitzacker eingegliedert.

## Geschichte
Bereits in prähistorischer Zeit siedelten um 3000 v. Chr. Menschen am Hitzackersee. Seit etwa der Eisenzeit ist das Gebiet an der Mündung der Jeetzel in die Elbe durchgehend besiedelt. Auf dem Weinberg am Rande der Altstadt errichteten Slawen im 8. Jahrhundert die Weinbergsburg als Ringwallanlage. Hitzacker war bereits vor der Stadtgründung ein bedeutendes Handelszentrum. Die St.-Johannis-Kirche wurde im 12. Jahrhundert erbaut. Die eigentliche Stadtgründung erfolgte im Jahr 1258, worauf die inzwischen zu einer mittelalterlichen Burg ausgebaute Weinbergsburg ihre Bedeutung verlor. Im Südosten der Stadt wurde als neue Burg das Schloss Hitzacker gegründet. 1296 ließ der Markgraf Otto von Brandenburg die Weinbergsburg zerstören, weil von hier aus der Raubritter Hermann Ribe Kaufmannszüge überfiel.

### Ab dem 14. Jahrhundert
Eine Hitzacker betreffende Urkunde vom 20. Januar 1376 hat folgenden Inhalt:

„Die Herzöge Wenzlaus und Albrecht von Sachsen und Lüneburg und Herzog Bernhard von Braunschweig und Lüneburg gestatten dem Rathe der Stadt Lüneburg, die 30 löthigen Mark, welche er am nächsten 13. April, und die 150 löthigen Mark, die er am folgenden 25. December für sie dem Ritter Ludolf von Tzellenstede zu bezahlen übernommen, ferner die 100 löthigen Mark, welche der Rath für sie den Rittern Ordenberg und Siegfried Bock bezahlt hat, also 280 löthige Mark, und die fällig werdenden Zinsen, falls sie dem Rathe dieses Geld nicht an den genannten Tagen zurückerstatten, auf die Pfandsumme der Schlösser Bleckede und Hitzacker und der Zölle zu Lüneburg und Hitzacker zu schlagen, geloben auch, den Rath von den Pfandstücken nicht zu entsetzen, bevor sie ihm die Pfandsumme und obiges Geld erstattet haben.“

Im Jahr 1548, Freitag nach Jubilate, äscherte eine Feuersbrunst den Ort Hitzacker bis auf die Kirche und ein Haus ein. August der Jüngere baute von 1605 bis 1635 in Hitzacker eine kleine Herrschaft mit eigener Hofhaltung in der Stadt auf. Er sammelte in dieser Zeit zahlreiche Bücher, die in einem eigenen Bibliotheksgebäude untergebracht waren und mit über 13.000 Bänden einen wesentlichen Grundstock der Herzog August Bibliothek in Wolfenbüttel bildete. 1642 plünderten schwedische Soldaten unter Oberst Georg von Derfflinger das Schloss  und die Stadt Hitzacker. Das Schloss verfiel weiter, sodass die Stadt die Fläche aufkaufte und nach Abtragung der Ruine einen Neubau errichtete. Die Bibliothek ist zu diesem Zeitpunkt bereits nach Wolfenbüttel überführt worden. 1610 wurden etliche Personen in Hitzacker und Umgegend Opfer der Hexenverfolgung, die dann unter Folter andere als Mittäter beschuldigten. Am 27. Dezember 1668 brannten in der Stadt Hitzacker Kirche, Pfarre und acht Bürgerhäuser nieder. Die im 18. Jahrhundert ausgestorbenen Polabische Sprache der Wenden bezeichnete Hitzacker als Ljauci (Lgautztgi).
In der Zeit des Nationalsozialismus betrieb die Wirtschaftliche Forschungsgesellschaft bei Hitzacker ein geheimes Großtanklager für Kraftstoffe und Schmieröle. Es wurde Ende des Zweiten Weltkrieges bei Bombenangriffen stark beschädigt und bis 1948 demontiert. Während der deutschen Teilung bestanden in Hitzacker ein Zollkommissariat und eine Zollschiffsstation, deren Personal an der innerdeutschen Grenze, die durch die Elbe verlief, patrouillierte. Von den Elbhochwassern 2002 und 2006 wurde Hitzacker besonders stark betroffen. Danach wurde u. a. eine Hochwasserschutzwand errichtet.

### Eingemeindungen
Am 1. Juli 1972 wurden aufgrund der Gebietsreform in Niedersachsen die Gemeinden Bahrendorf, Grabau, Harlingen, Kähmen, Nienwedel, Seerau, Tießau, Wietzetze und Wussegel nach Hitzacker eingegliedert.

## Politik

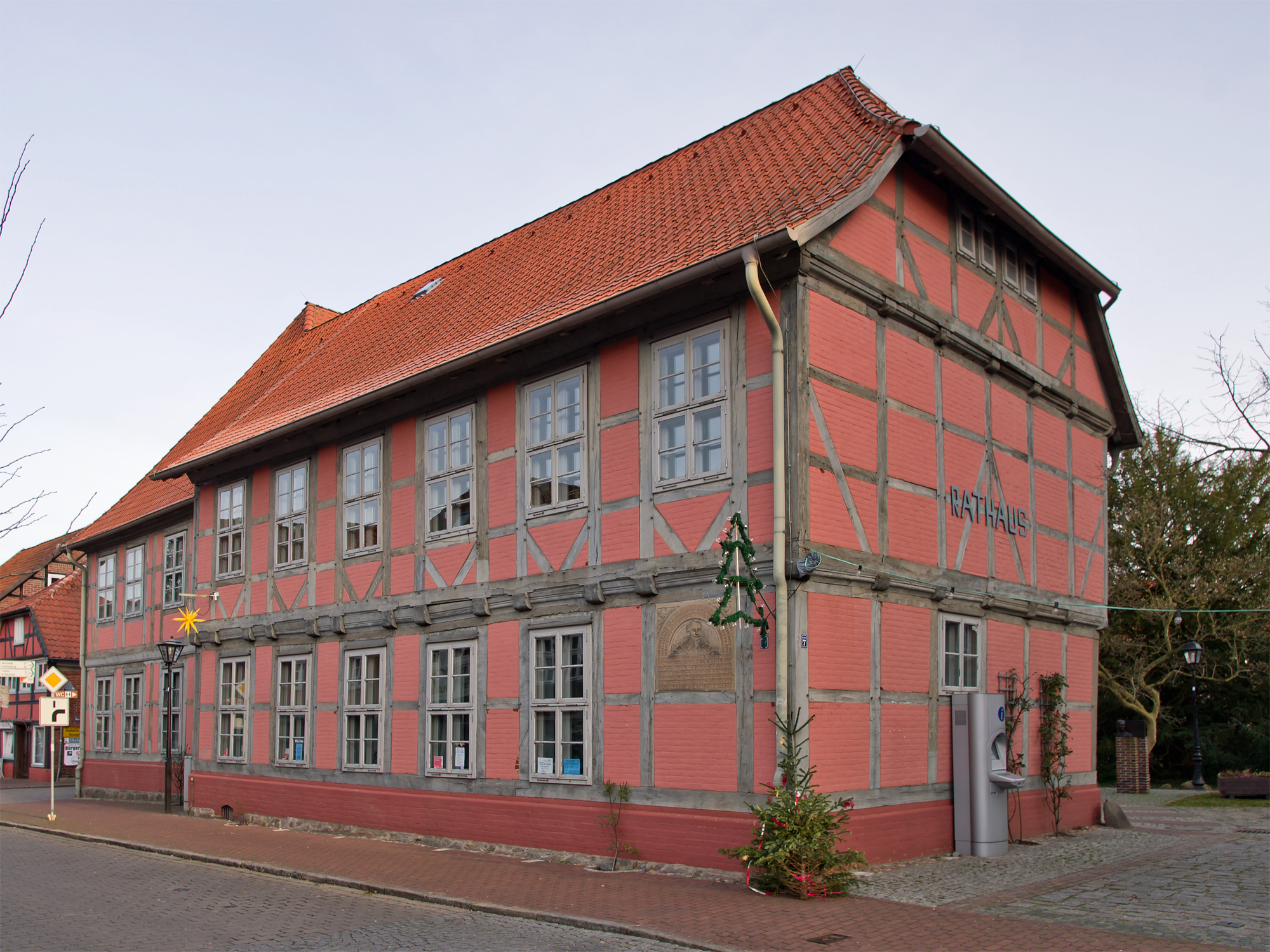
Rathaus am Marktplatz (2014)

Die Stadt Hitzacker gehört zum Landtagswahlkreis 48 Elbe und zum Bundestagswahlkreis 38 Lüchow-Dannenberg – Lüneburg.

### Rat
Der Rat der Stadt Hitzacker setzt sich aus 15 Mitgliedern zusammen. Die Ratsmitglieder werden durch eine Kommunalwahl für jeweils fünf Jahre gewählt.
Aus der Kommunalwahl vom 12. September 2021 mit einer Wahlbeteiligung von 56,12 Prozent ging folgende Zusammensetzung hervor:
| Partei/Liste                   | Stimmenanteil        | +/- in Prozent       | Sitze | +/- absolut | Insgesamt 15 Sitze - SPD: 2 - Grüne: 3 - UWG: 2 - INI: 2 - CDU: 3 - FDP: 3 |
| CDU                            | 21,57                | − 5,23               | 3     | − 1         | Insgesamt 15 Sitze - SPD: 2 - Grüne: 3 - UWG: 2 - INI: 2 - CDU: 3 - FDP: 3 |
| SPD                            | 12,73                | − 4,37               | 2     | − 1         | Insgesamt 15 Sitze - SPD: 2 - Grüne: 3 - UWG: 2 - INI: 2 - CDU: 3 - FDP: 3 |
| UWG                            | 13,390               | + 5,69               | 2     | + 1         | Insgesamt 15 Sitze - SPD: 2 - Grüne: 3 - UWG: 2 - INI: 2 - CDU: 3 - FDP: 3 |
| Grüne                          | 23,560               | + 12,56              | 3     | + 1         | Insgesamt 15 Sitze - SPD: 2 - Grüne: 3 - UWG: 2 - INI: 2 - CDU: 3 - FDP: 3 |
| FDP                            | 17,5                 | − 0,3                | 3     | ± 0         | Insgesamt 15 Sitze - SPD: 2 - Grüne: 3 - UWG: 2 - INI: 2 - CDU: 3 - FDP: 3 |
| Initiativ für Hitzacker (INI)* | 11,24                | − 5,06               | 2     | ± 0         | Insgesamt 15 Sitze - SPD: 2 - Grüne: 3 - UWG: 2 - INI: 2 - CDU: 3 - FDP: 3 |
| Gesamtzahl der Sitze           | Gesamtzahl der Sitze | Gesamtzahl der Sitze | 15    | 0           | Insgesamt 15 Sitze - SPD: 2 - Grüne: 3 - UWG: 2 - INI: 2 - CDU: 3 - FDP: 3 |

+/−: Unterschied zur Kommunalwahl 2016

### Bürgermeister
Bürgermeister der Stadt Hitzacker ist Holger Mertins (FDP).

## Ehemalige Städtepartnerschaften
- Wisch (Oude IJsselstreek), Gemeinde aufgelöst
- Lázně Toušeň (Bad Tauschim) in Tschechien, beendet

## Religionen
Am östlichen Rand des alten Stadtkerns befindet sich die St.-Johannis-Kirche (Hitzacker) aus dem 12. Jahrhundert, zur Region Nord des evangelisch-lutherischen Kirchenkreises Lüchow-Dannenberg gehörend.
Die katholische Kirche St. Maria Königin wurde 1963/64 erbaut. Zuletzt Filialkirche der Pfarrgemeinde St. Agnes in Lüchow, wurde sie 2006 profaniert. Seit 2011 wird das Gebäude als Kunsthalle „Oktogon“ genutzt.
Die neuapostolische Gemeinde Hitzacker wurde 2011 der Gemeinde in Dannenberg angeschlossen.

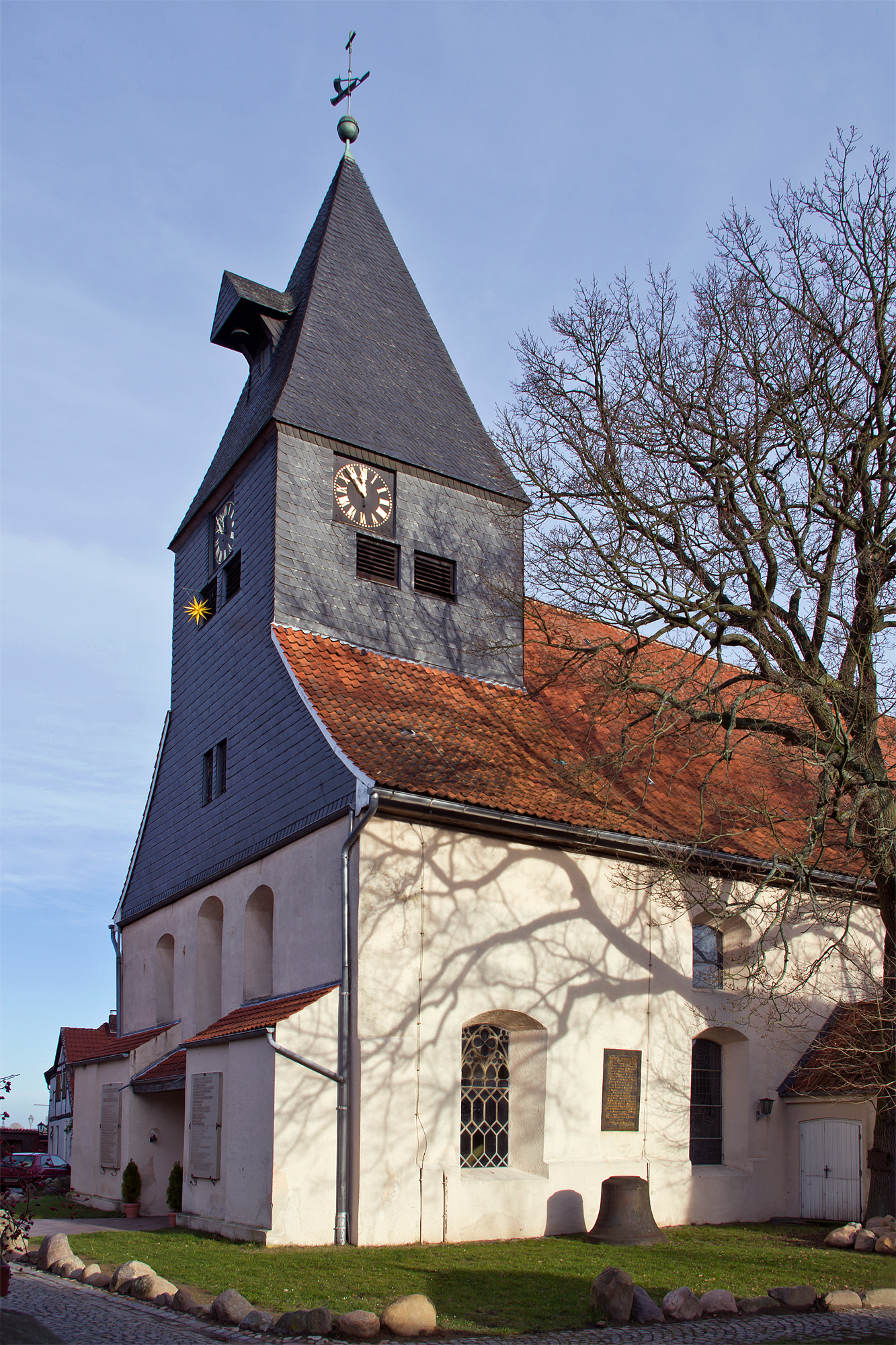
St. Johannis
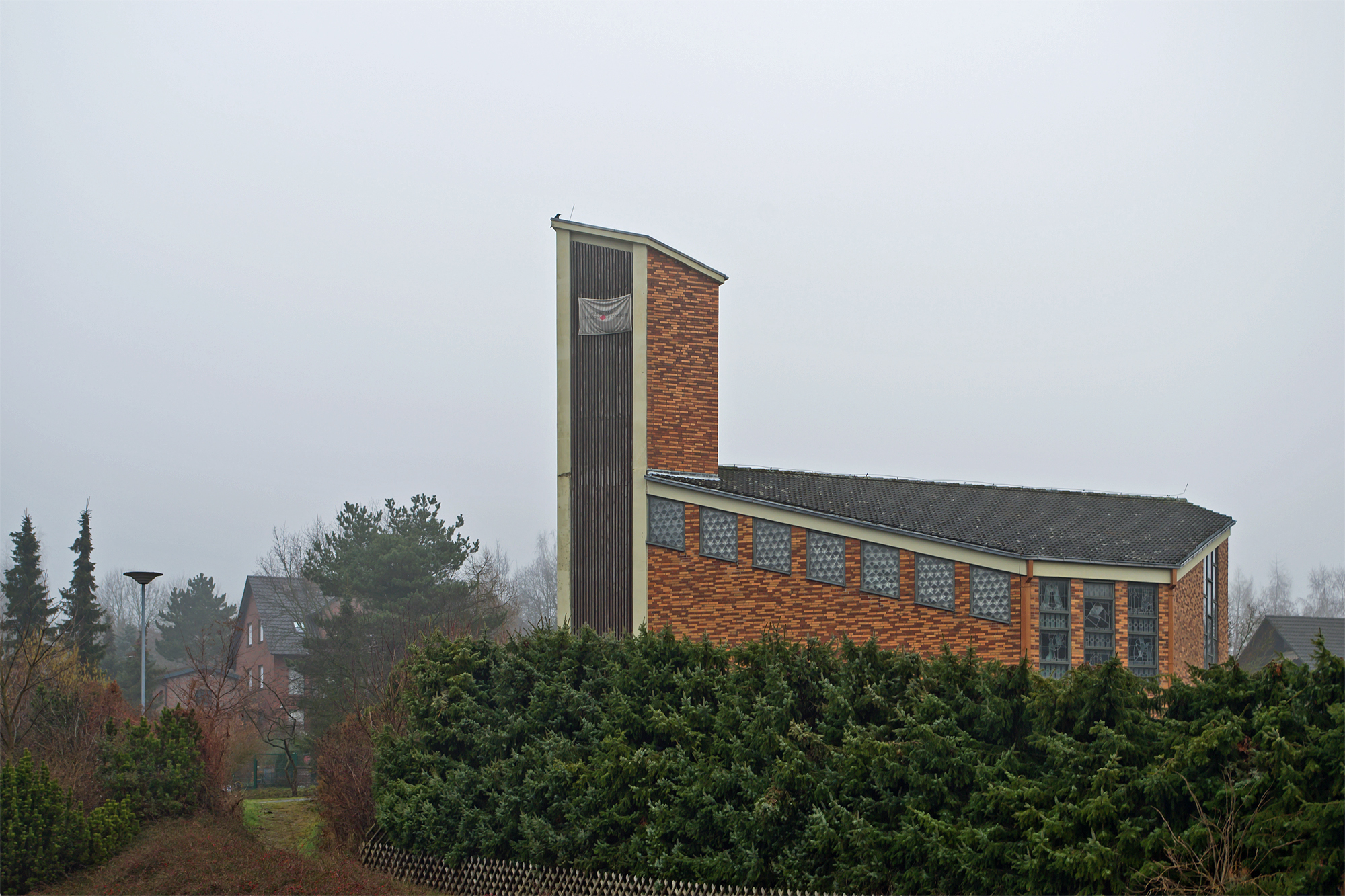
Kunsthalle Oktogon

## Kultur und Sehenswürdigkeiten
Die Stadtinsel mit Fachwerkhäusern und dem 1589 erbauten Zollhaus stehen unter Denkmalschutz. Es gibt drei Museen, unter ihnen das Archäologische Zentrum Hitzacker mit einem Freilichtmuseum zur Bronzezeit. Die dritte Anlage ist das Museum Das Alte Zollhaus. Hitzacker ist Mitglied im Museumsverbund Lüchow-Dannenberg.

### Bauwerke
- St. Johannis-Kirche
- Villa Max Adolf
- Kateminer Mühle
- Schöpfwerk, Siel und Hochwasserschutzwand (erbaut 2006–2008, Kosten: mehr als 30 Millionen Euro)[15]

### Sonstiges
- Opferstein bei Pudripp
- Wildgehege in Hitzacker
- Fürstengräber von Marwedel und Ausgrabungen am Hitzacker-See[16]
- Großsteingräber bzw. Hünengräber bei Pussade
- Wifo: das unterirdisch angelegte Großtanklager im Dötzinger Forst vor Hitzacker ist erhalten
- Hitzackers Schützengilde, die Schützengilde von 1395 zu Hitzacker (Elbe) e. V., zählt zu den ältesten Europas.
- Auf dem Marktplatz steht die Bronzeskulptur Der Butt.[17]
- Nach dem Vorbild der Breslauer Zwerge wurden auch in Hitzacker derartige Figuren aufgestellt (Stand Juni 2025: 43 Stück).[18][19] Sie wurden von der polnischen Bildhauerin Beata Zwolańska-Hołod gestaltet.

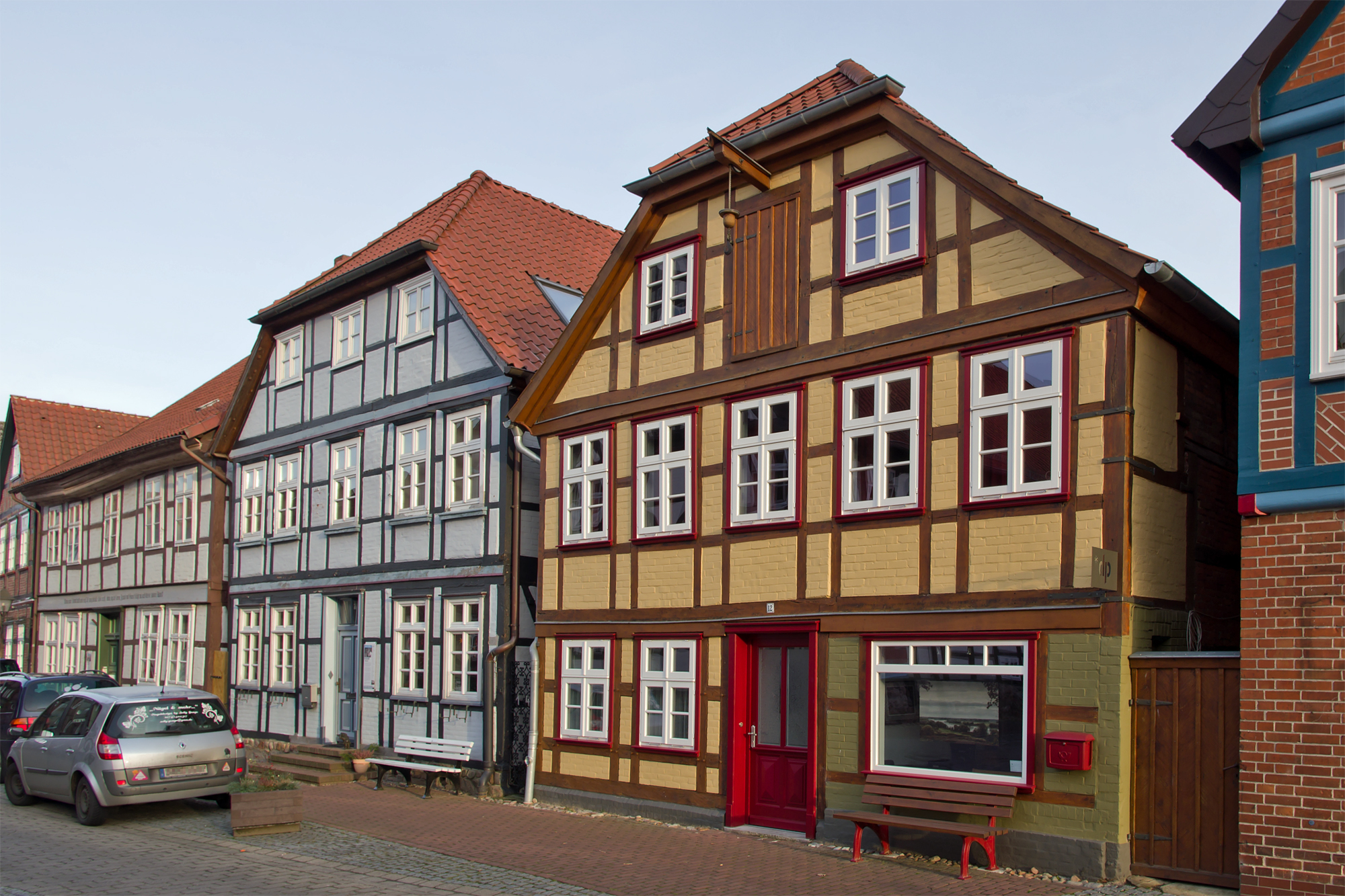
Hauptstraße 12–16
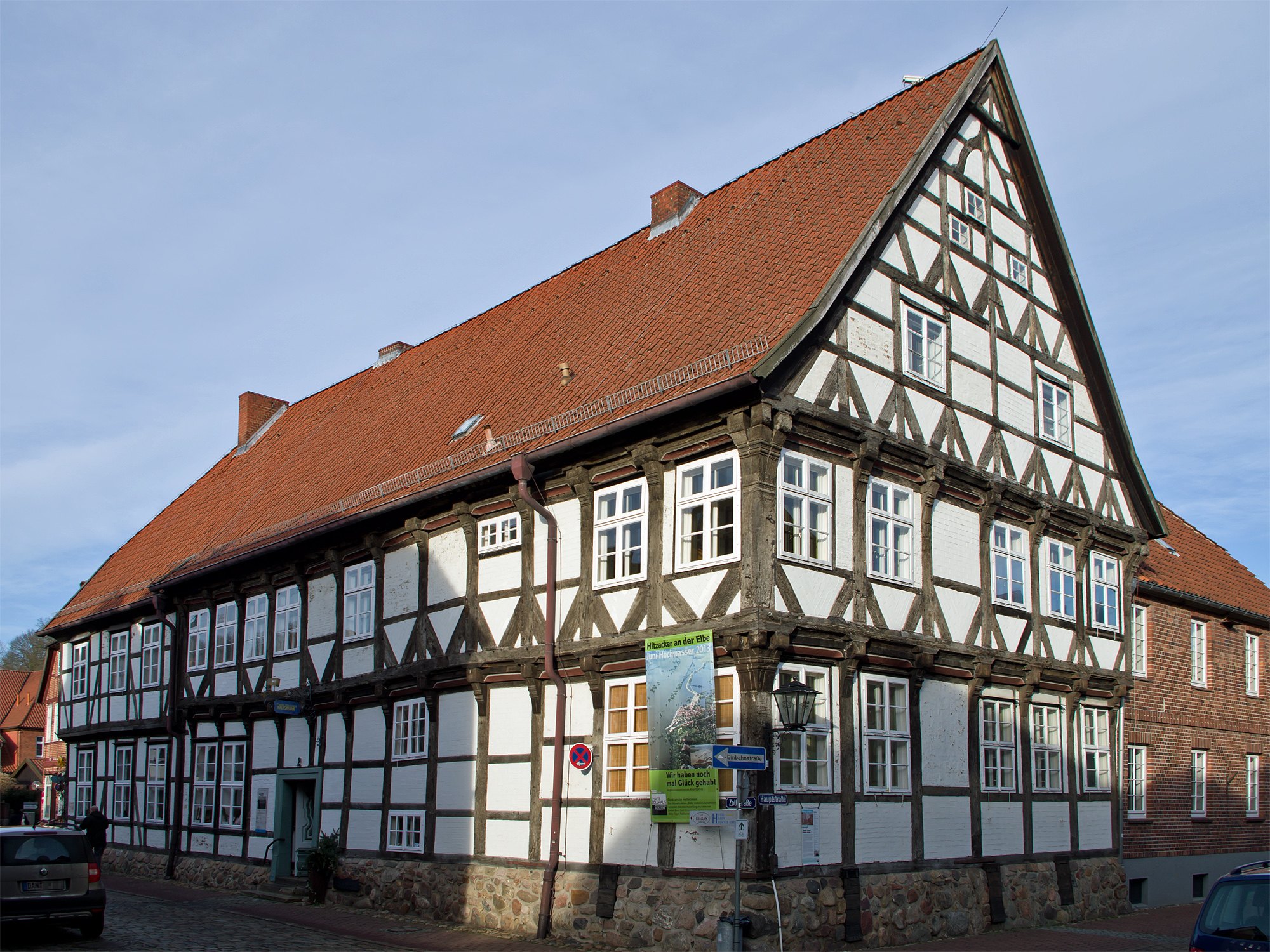
Museum Altes Zollhaus
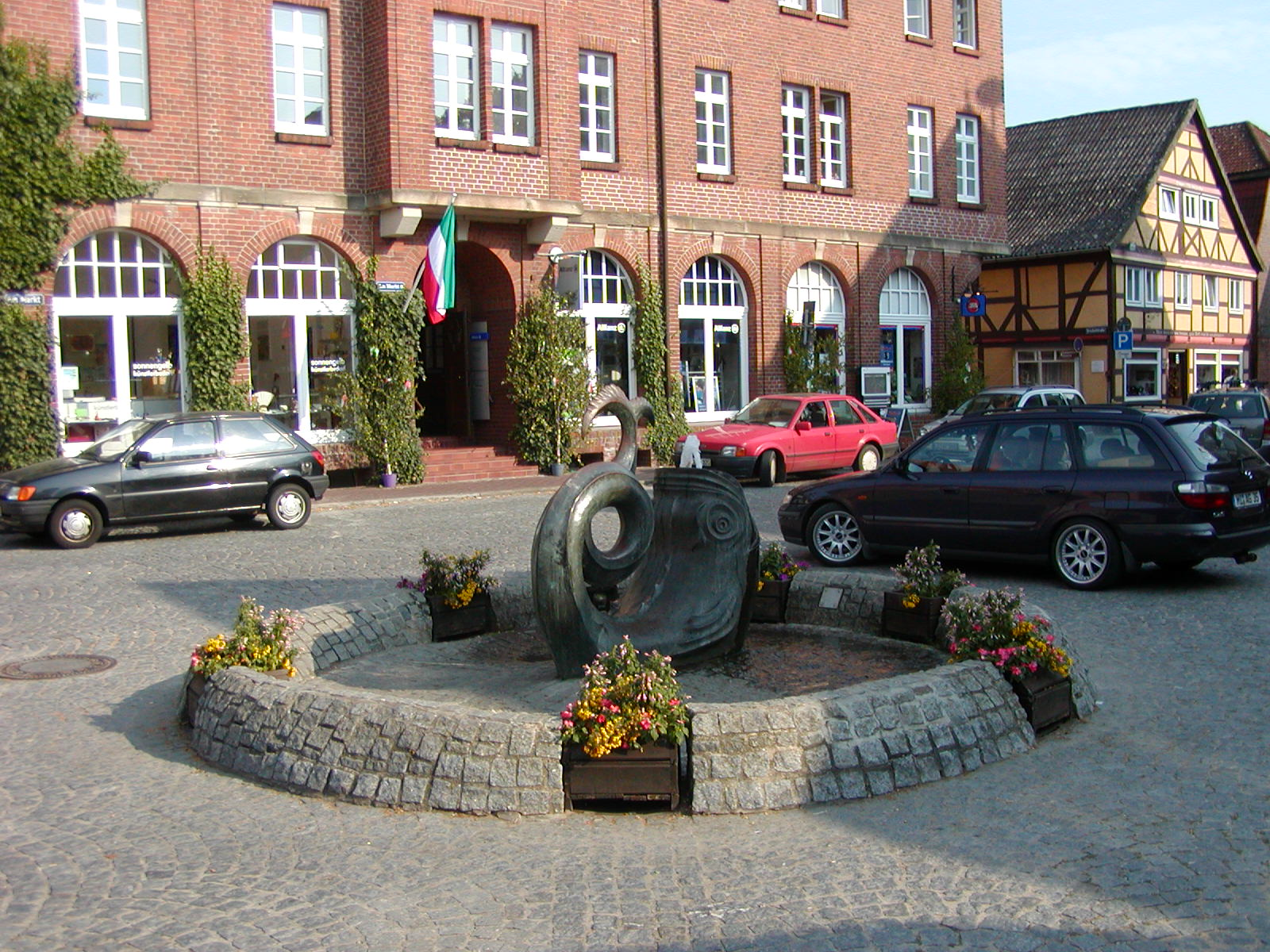
Marktplatz mit Brunnen
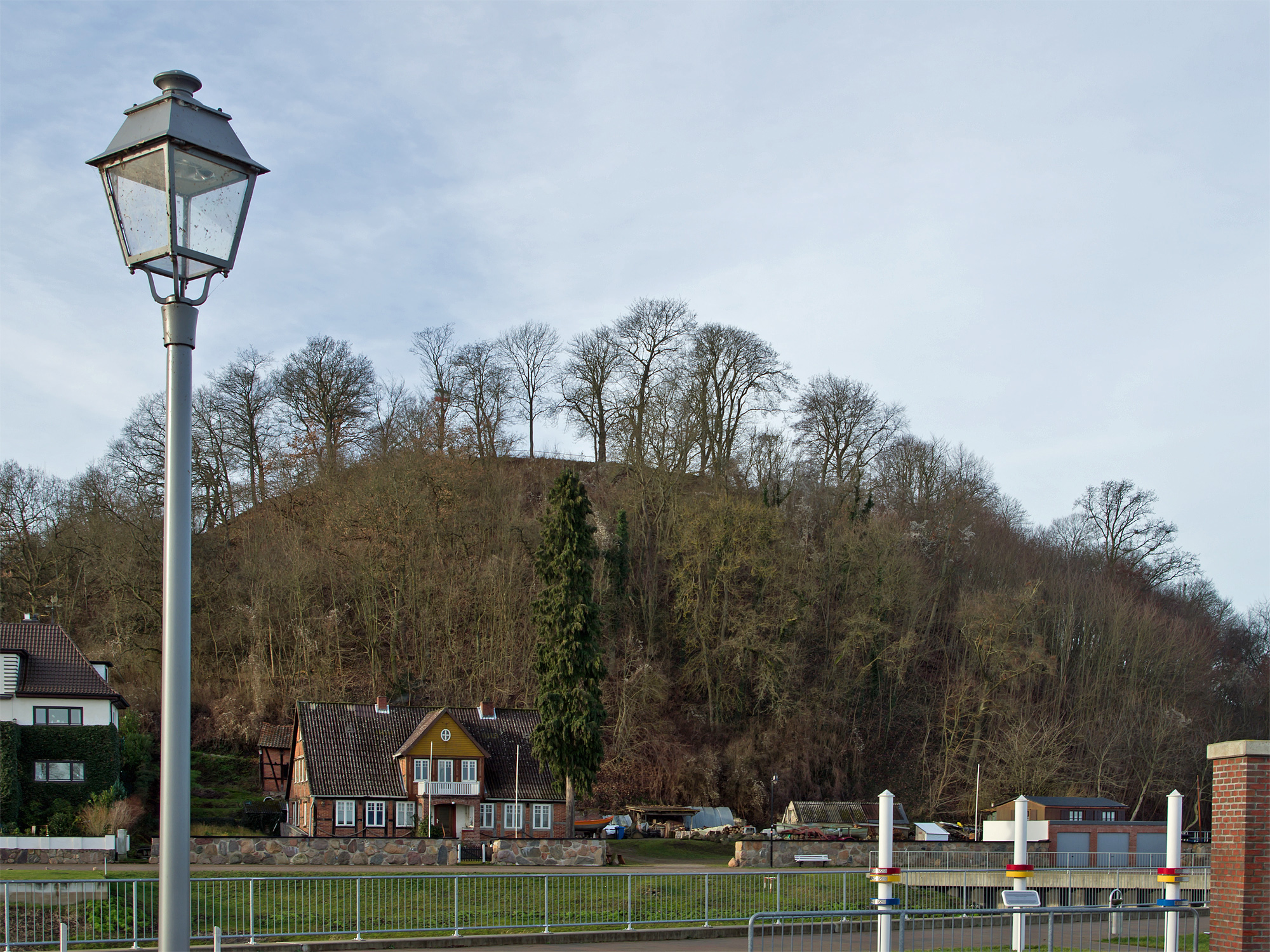
Blick zum Weinberg
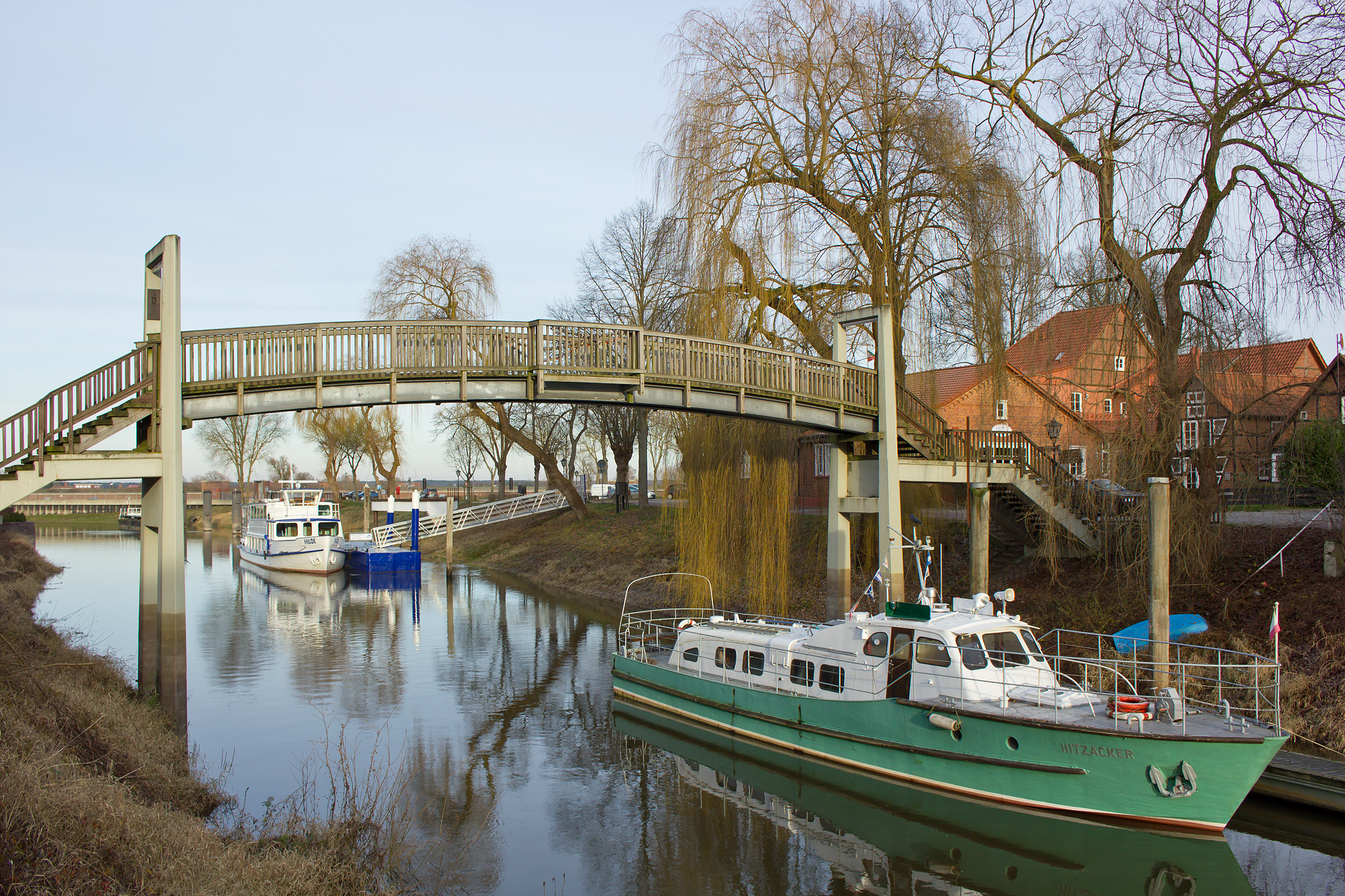
Jeetzel

## Wirtschaft und Infrastruktur

### Tourismus

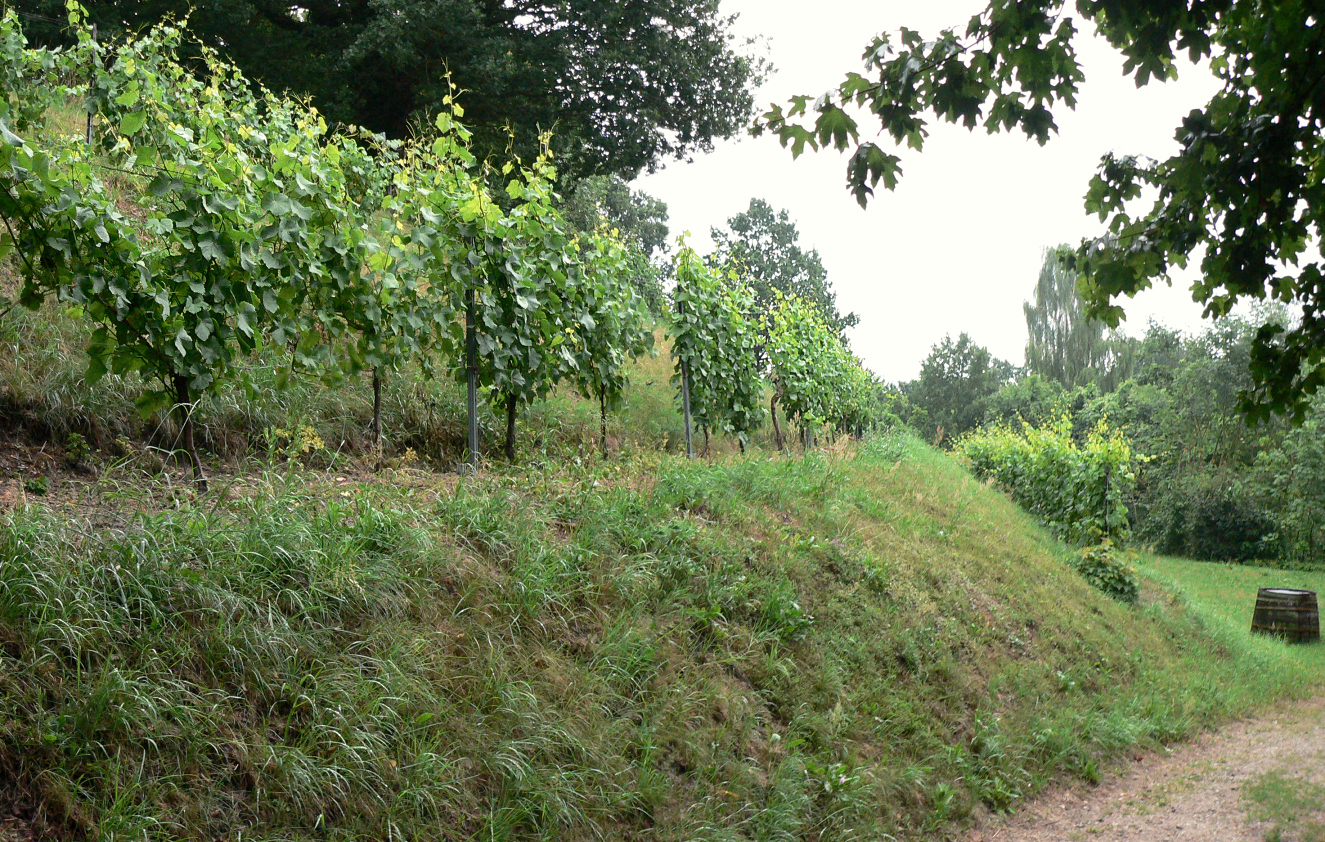
Die Rebstöcke am Weinberg

Hitzacker kann auf eine längere Tradition als Fremdenverkehrsort zurückblicken. So veranstaltete der Heimatkundliche Arbeitskreis Lüchow-Dannenberg (HALD) bereits 1983 eine Tagung mit dem Titel 100 Jahre Fremdenverkehr in Hitzacker – 50 Jahre Heimat- und Museumsverein. Um die Wende vom 19. zum 20. Jahrhundert kamen Erholungssuchende aus dem Hamburger Raum und der Region um Hannover zum Kurhotel auf dem Weinberg. Eine eigene Quelle mit Trinkbrunnen und Badeanwendungen standen für Kururlauber zur Verfügung. Auch Tagesausflüge auf dem Wasserweg, über die Elbe, fanden statt, und es gab eine eigene Schifffahrtslinie Hamburg-Lauenburg-Dömitz.
Seit den 1990er Jahren ist Hitzacker ein anerkannter Luftkurort. Viele Hotels haben sich auf Wellness- und Beauty-Angebote spezialisiert, und es gibt ein Kurgebiet mit Kneippbecken und Barfuß-Pfad.
Im Hitzacker finden häufig musikalische Veranstaltungen statt, wie die Sommerlichen Musiktage Hitzacker unter der künstlerischen Leitung von Oliver Wille oder die Musikwoche Hitzacker unter der künstlerischen Leitung von Albrecht Mayer.
Hitzacker ist an verschiedenen Marketingkooperationen beteiligt, so ist die Stadt Teil der Deutschen Fachwerkstraße, der Niedersächsischen Spargelstraße und Partner der deutsch-niederländischen Oranier-Route.
Am Hang des Weinbergs mit einer Höhe von knapp 53 m ü. NHN, der sich rund 40 Meter über das Elbtal erhebt, wurden unterhalb der Weinbergsburg über Jahrhunderte Rebstöcke angebaut. Erstmals erwähnt wurde der Weinbau im Jahr 1521 unter Ernst dem Bekenner. Nachdem im Jahr 1713 Hagel die Weinstöcke vernichtet hatte, wird erst seit 1980 wieder Wein angebaut und als Hidesacker Weinbergströpfchen gekeltert. Einmal im Jahr wird die Weinlese mit der amtierenden Weinkönigin gefeiert.

### Verkehr

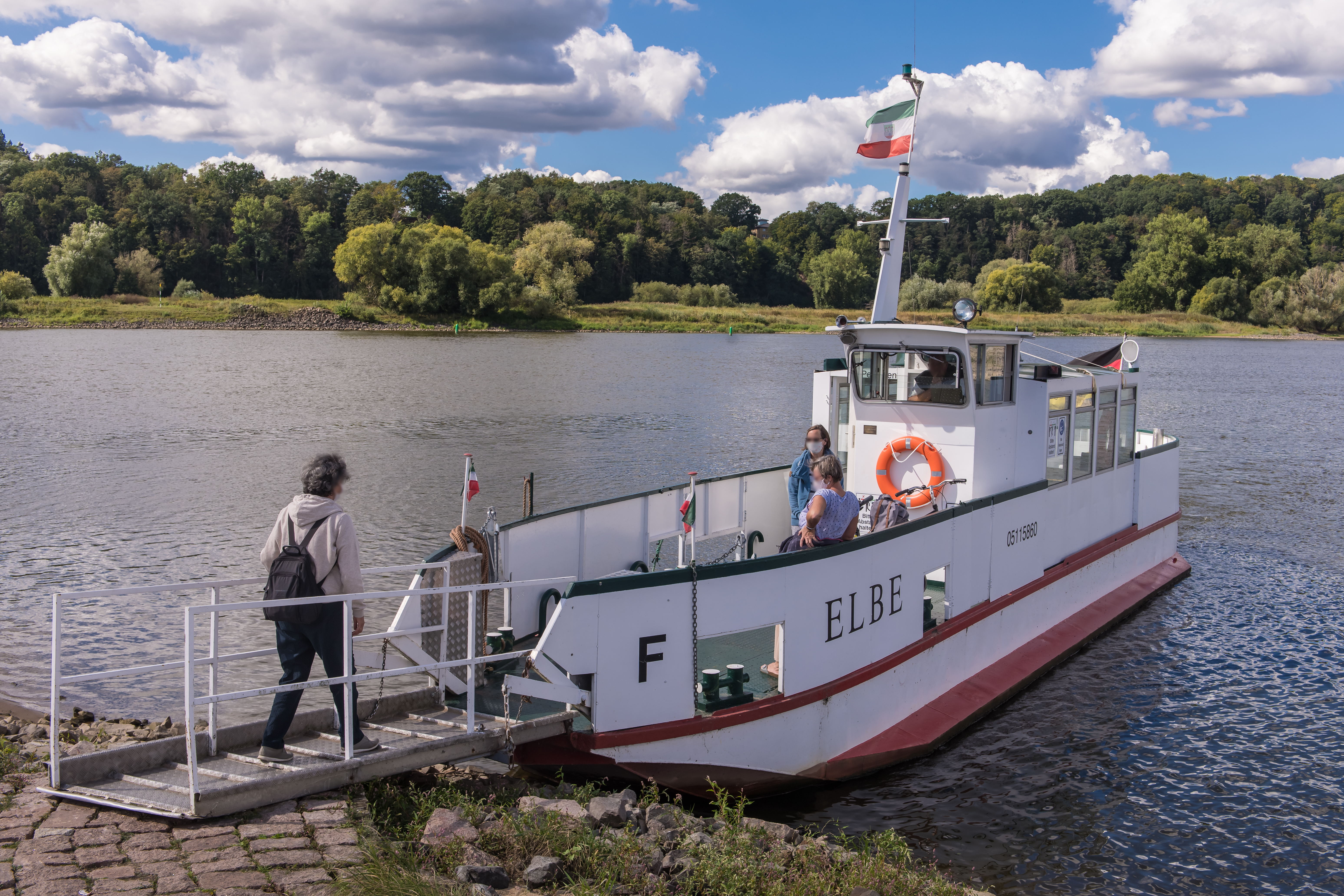
Personenfähre Hitzacker – Bitter (Amt Neuhaus)

Hitzacker hat über die Wendlandbahn eine Verbindung nach Dannenberg und Lüneburg. Ein weiterer Haltepunkt befindet sich im Ortsteil Leitstade. Busverbindungen bestehen in Richtung Lüneburg, Uelzen und Dannenberg sowie zur Kreisstadt Lüchow. In Hitzacker gibt es eine Personenfähre über die Elbe nach Bitter.

### Bildung
In Hitzacker gibt es drei Schulen:
- Grundschule Hitzacker
- Bernhard-Varenius-Schule
- Freie Schule Hitzacker

## Persönlichkeiten

### Söhne und Töchter der Stadt
- August Varenius (1620–1684), Theologe, Professor
- Bernhard Varenius (1622–1650/1651), Mediziner, Geograph
- Rudolf August von Braunschweig und Lüneburg (1627–1704), Herzog
- Sibylle Ursula von Braunschweig-Wolfenbüttel (1629–1671), Prinzessin aus dem Haus der Welfen, durch Heirat Herzogin von Schleswig-Holstein-Sonderburg-Glücksburg
- Anton Ulrich von Braunschweig und Lüneburg-Wolfenbüttel (1633–1714), Herzog, Schriftsteller und Kunstfreund
- Simon Leonhard von Haerlem (1701–1775), Oberdeichinspektor, Sohn des Oberdeichinspektors Blasius von Haerlem, der seit 1700 die Deichaufsicht innehatte[23]
- Julius Ludowieg (1830–1908), Jurist und Bürgermeister in Einbeck, Hameln und Harburg
- Eduard Baring (1838–1900), lutherischer Generalsuperintendent
- Ferdinand Wohltmann (1857–1919), Agrarwissenschaftler
- Conrad Borchling (1872–1946), Germanist
- Claus von Amsberg[24] (1926–2002), Diplomat und Prinzgemahl der Königin der Niederlande
- Hans Georg Ahrens (* 1944), Opernsänger
- Rudi Müller-Glöge (* 1951), Jurist und Vizepräsident des Bundesarbeitsgerichtes
- Jürgen Stahlbock (* 1951), Pädagoge und Kinderbuchautor
- Michael Schulz (* 1961), Fußballnationalspieler

### Mit Hitzacker verbunden
- Hermann Ribe (13. Jahrhundert), Raubritter, der von Hitzacker aus Kaufmannszüge überfiel.[25]
- August der Jüngere (1579–1666), Herzog zu Braunschweig-Lüneburg, baute in Hitzacker eine umfangreiche Bibliothek auf.[26]
- Friedrich Basil (1862–1938), Theater-Schauspieler, -Regisseur und Schauspiellehrer, hatte 1886 am Kurtheater sein erstes auswärtiges Engagement.
- Kristina Söderbaum (1912–2001), schwedische Schauspielerin, besonders erfolgreich im NS-Staat, lebte zuletzt und starb in Hitzacker.
- Helmut Dau (1926–2010), Jurist, Bibliothekar, lebte in Hitzacker und schrieb hier Bücher.
- Heiner Kreuzer (1944–1985), niedersächsischer Landtagsabgeordneter, lebte in Hitzacker.